# Pamflet
Pamflet – utwór publicystyczny lub literacki, nierzadko anonimowy, zmierzający do zdemaskowania, ośmieszenia i poniżenia osoby, środowiska społecznego, instytucji. Posługuje się ekspresywną retoryką, przejaskrawieniami w sformułowaniach, elementami satyrycznymi.
Ten gatunek literacki wywodził się z rzymskich epigramatów o treści satyrycznej, ale pojęcie objęło zasięgiem różnorodne formy literackie. Swój rozkwit pamflet przeżył w dobie oświecenia. Tematyka pamfletu dotyczy najczęściej spraw politycznych, obyczajowych i religijnych, przy czym nie dość ostro rysują się granice między wyodrębnionymi grupami.

## Etymologia
Wyraz zapożyczony z ang. pamphlet, gdzie oznacza broszurę, krótką rozprawę, studium na jakiś temat. Nazwa ta została przejęta od bohatera łacińskiego poematu miłosnego z XII w. Pamphilius; wł. Pasquillo, pasquinta – Pasquino oznaczał posąg rzymski odnaleziony w 1501 r., stojący naprzeciw domu szewca Pasquino, na posągu anonimowi autorzy wywieszali w dniu św. Marka paszkwile, czyli utwory o treści oszczerczej i szkalującej jakąś osobę.

## Podziały i klasyfikacje pamfletów
Ze względu na formę literacką, w jakiej się realizują:
- literackie – np. satyra, list poetycki, fraszka, komedia, powieść
- publicystyczne – np. felieton, recenzja, reportaż.

Ze względu na sposób oznaczania atakowanej osoby:
- imienne – podające nazwiska lub ogólnie znane określenia (np. król)
- aluzyjne – podające przezwiska, oznaczające osoby za pomocą aluzji do wyglądu, czynów, wypowiedzi, stanowiska, sytuacji itd.

Mimo powszechnego potępienia tej formy piśmiennictwa w kręgach salonowych w XVIII w. nastąpił 
żywiołowy rozwój form pamfletowych, dwie najbardziej znane to:
- pamflet sylwowy – wypowiedzi szlachty wrogo nastawionej do dworu królewskiego i reform ustroju państwa; stosowano często niewybredną retorykę, która niejednokrotnie zbliżała się do wypowiedzi wulgarnych; przykłady: Przestroga królowi, Na króla (1794)
- pamflet obyczajowy – wypowiedzi dworzan królewskich, swego rodzaju odwet na satyrę barską (pamflet sylwowy), pisali je m.in. Tomasz Kajetan Węgierski, Franciszek Zabłocki, Franciszek Salezy Jezierski.

## Pamflet czy paszkwil
Obydwa terminy zwykło się podawać wymiennie, przy czym oszczercze ostrze pamfletu mieści się jeszcze w przyjętych powszechnie granicach sprawiedliwości i dobrego smaku, zaś paszkwil uważano za utwór nielicujący z normą literacką, oszczerczy i nieprzyzwoity.

## Nawiązania i kontynuacje
Formy literackiego i publicystycznego pamfletu oraz paszkwilu powstawały we wszystkich epokach historyczno-literackich, bardzo często pod piórem wybitnych pisarzy, takich jak: Lukian z Samosat, Seneka, Pietro Aretino, John Milton, Jonathan Swift, Daniel Defoe, Wolter, Heinrich Heine, Maksym Gorki, Karol Zbyszewski czy Heinrich Mann. Używano ich zwłaszcza jako narzędzi polemicznych w epokach wielkich przewrotów i wstrząsów historycznych o charakterze religijnym czy politycznym. Na gruncie XX-wiecznej literatury polemicznej, noszącej piętno pamfletu, jak i paszkwilu, wymienić wystarczy Bal w Operze J. Tuwima (1936). Przykładem współczesnego paszkwilu literackiego o charakterze donosu na literatów wysługujących się w PRL-u (m.in. na M. Dąbrowską i T. Nowaka) jest tom gawęd literackich Uroki dworu Wiesława Pawła Szymańskiego.